# Tityopsis inexpectata
Espèce
Synonymes
- Tityus inexpectatus Moreno, 1940

Tityopsis inexpectata est une espèce de scorpions de la famille des Buthidae.

## Distribution
Cette espèce est endémique de Cuba. Elle se rencontre dans les provinces d'Artemisa, de Mayabeque et de Matanzas et à La Havane.

## Description
Les mâles mesurent de 23 à 25 mm et les femelles de 27 à 29 mm.

## Systématique et taxinomie
Cette espèce a été décrite sous le protonyme Tityus inexpectatus par Moreno en 1940. Elle est placée dans le genre Tityopsis par Armas en 1984.

## Publication originale
- Moreno, 1940 : « Contribucion al estudie de los Escorpionidos Cubanos, Part III, Familia l Buthidae, Addendus. » Memorias de la Sociedad Cubana de Historia Natural, vol. 14, no 2, p. 161-164.